# Ан аргил ойун
Ан аргил ойун (Аа̀н аргѝл ойуу̀н, на якутски: „първият велик шаман“) е митичен шаман в якутската митология, първият „червен“ шаман. Според преданията той е изключително могъщ – може да съживява хора, умрели преди три години, да връща зрението на слепите и т.н. Разбирайки за тези му способности, създателят на вселената Юрюнг айъ тойон иска да разбере някой помага ли му и изобщо дали шаманът вярва в твореца на вселената. Ан аргил ойун надменно отговаря, че всичко се дължи на неговите собствени сили и че не вярва в него; след този си отговор той е изгорен по нареждане на Юронг айъ тойон, но тъй като тялото му е изградено от земноводни и влечуги, една жаба успява да избяга. От тази жаба възникват два духа – Хара боргия тойон („черният клокочещ господар“) и Кюн Кьонгюс (слънцененаситен), които дават силите и способностите на най-силните шамани.